# Millington (Maryland)
Millington è un comune degli Stati Uniti d'America, nella contea di Kent, nello Stato del Maryland, sul fiume Chester.
Si estende su una superficie di 0,8 km² e nel 2000 contava 416 abitanti (499,9 per km²).
Denominato in origine Head of Chester e, dal 1724, Bridgetown, assunse l'attuale nome 1818: venne eretto in municipio nel 1798.
È patria di Lewis Thomas Wattson.